# تلسكوب أنتاركتيكا دون مليمتري والمرصد البعيد
مقراب القطب الجنوبي دون مليمتري والمرصد البعيد (بالإنجليزية: Antarctic Submillimeter Telescope and Remote Observatory)‏ اختصار التسمية AST/RO كان عبارة عن مقراب خارجي المحور قطرة 1.7 متر مصمم للبحث في علم الفلك والفلكيات الجوية عند أطوال موجية تتراوح بين 0.2 و 2 مم.عمل المقراب بين عامي 1994 و2005 في القطب الجنوبي مع أربعة مستقبلات من نوع مستقبل فوق هترودايني (Superheterodyne receiver). وثلاثة أجهزة قياس طيف بصري صوتي. وقد حل محله مقراب غريغوري الراديوي (10 أمتار) التابع لمرصد القطب الجنوبي.

## وصلة خارجية
- 'مقراب القطب الجنوبي دون مليمتري والمرصد البعيد (AST/RO) على الإنترنت